# Заломон, Эрих
Эрих Заломон (нем. Erich Salomon; 28 апреля 1886 года, Берлин, Германская империя — 7 июля 1944 года (по данным Красного Креста), Освенцим) — немецкий фотожурналист, считающийся одним из родоначальников своей профессии, известный своими фотографиями в области дипломатии и судопроизводства, а также своими новаторскими методами использования фототехники для быстрой съемки в условиях умеренной освещенности, позволявшими ему получать снимки известных людей в неформальной обстановке.

## Биография
Эрих Заломон родился и рос в Берлине в семье состоятельного банкира в среде, относящейся к крупной берлинской буржуазии. Он учился в Мюнхене и Берлине, где изучал право, инженерное дело и зоологию вплоть до начала Первой мировой войны. После окончания обучения получил степень кандидата наук. Знал несколько иностранных языков. После войны Заломон работал брокером, водителем такси, чуть позже работником одного из отделений Ullstein-Verlag (нем.), создавая объявления для рекламных щитов.
Он впервые взял камеру в руки в 1927 году, когда ему был уже 41 год. В своих репортажах он использовал нестандартные для того времени приёмы: например, он делал снимки при слабом освещении, пряча камеру в своём котелке. Вырезав в нём дыру для объектива, Заломон таким образом сделал снимок подозреваемого в убийстве полицейского на судебном заседании Берлинского криминального суда. Когда в 1928 году в берлинской иллюстрированной газете появился его репортаж об этом судебном процессе, он вызвал большую сенсацию. После этого Заломон решил тесно сотрудничать с Ullstein, чтобы работать независимым фоторепортёром.
Благодаря знанию многих иностранных языков и умению не привлекать к себе внимания, Заломон приобрел известность и репутацию в Европе. Вскоре он был звездой среди его коллег, его снимки появлялись во многих немецких и международных газетах. За 5 лет он сделал в общей сложности примерно 350 репортажей. Большинство из этих репортажей относилось к заключениям международных соглашений в политических центрах Веймарской республики, Западной Европы и США.
Будучи евреем, Эрих Заломон после прихода Адольфа Гитлера к власти в 1933 году бежал в Нидерланды вместе с женой и младшим сыном Дирком. После этого он продолжил свою карьеру фотографа в Гааге. Журнал Life Magazine предложил ему переехать в Соединенные Штаты, но Заломон отклонил это предложение. В результате немецкого вторжения в 1940 году он и его семья были схвачены в Исторических Нидерландах. Заломон вместе со своей семьёй содержался в Вестерборкском транзитном лагере (Нидерланды), затем в Терезинском концлагере в течение пяти месяцев. В мае 1944 года они были переведены в Освенцим. Младший сын Эриха Заломона Дирк погиб 16 мая, сам Эрих с женой погибли 7 июля 1944 года (по данным Красного Креста).
Старший сын Эриха Заломона, Отто Заломон (сменивший после войны имя на Питер Хантер), выбравший профессию отца, эмигрировал в 1935 году в Великобританию, где продолжил фотографическую карьеру, работая на ряд газет и сделав множество фотографий политиков и дипломатов, а также запечатлевая театральную и ночную жизнь Лондона. Он делал фотографии таких известных людей как Герберт Уэллс, Альберт Швейцер, Джордж Бернард Шоу, Марлен Дитрих, Джон Кеннеди и другие. Осев в начале 1950-х в Амстердаме, он открыл собственное фотоагентство, работавшее, по крайней мере, до конца 1970-х, когда Заломон-младший закончил свою фотографическую карьеру и переехал в Гаагу.

## Техника
Фоторепортёры того времени обычно использовали в своей работе громоздкие форматные камеры для стеклянных фотопластинок размерами до 13 × 18 см. Через несколько месяцев после своих первых фотографических опытов Заломон приобрёл компактную пластиночную камеру Ermanox, которая только-только начала выпускаться концерном Ernemann-Werke (впоследствии вошедшим в состав Zeiss Ikon). Это было совершенно новая, относительно маленькая по тогдашним меркам камера со сверхсветосильным объективом «Ernostar f1:2». Это позволяло моментально делать снимки в помещении даже при слабом свете без штатива и фотовспышки. В камере использовались стеклянные пластинки 4,5 × 6 см в отдельных кассетах, которые можно было без проблем носить при себе. Знаменитая «Leica», в которой использовалась 35-мм киноплёнка, ещё более легкая и незаметная камера, чем «Ermanox», появилась только в 1925 году.
Кроме того, разработанное Заломоном вспомогательное маскировочное «оборудование» для камер — манипулируемый слуховой аппарат, большая чёрная шина для, по-видимому, сломанной руки, полые книги и дипломаты — было незаменимо при соответствующих событиях. С маленькими камерами и этими устройствами Заломон разрабатывал свой собственный стиль фоторепортажа, который сделал его всемирно известным и который оказал значительное влияние на фотожурналистику.

## События
Эрих Заломон фотографировал множество важнейших политических и общественных событий своей эпохи. Так, например, он снимал в здании Лиги наций в Женеве, делал фотографии сенсационных судебных разбирательств внутри своей страны и за рубежом (не имея на то официального разрешения), в здании рейхстага в Берлине и на светских вечеринках в странах западного мира. Он был всегда тщательно одет, в большинстве случаев во фраке или в темном костюме. Благодаря своему происхождению и общительности, Заломон имел многочисленные личные контакты, которые облегчали ему доступ к самым интересным событиям. Там он действовал как участник мероприятий, а не посторонний журналист. Его принимали знаменитости и влиятельные люди, с некоторыми из которых сложились почти дружеские отношения. Известна реплика министра иностранных дел Франции Аристида Бриана: «Необходимы три условия для проведения конференции Лиги Наций: несколько министров иностранных дел, стол и Эрих Заломон».
Его личные контакты, проворность и скрытая фотоаппаратура позволяли ему делать фотографии, которые показывали участников событий без официоза, характерного для освещаемых событий. Политики, художники и ученые появлялись не в контролируемой позе, а в расслабленной атмосфере, в хорошем настроении или в состоянии утомления, в зависимости от того, как они выглядели… Тогда этот стиль репортажа был революционным.
Заломон всегда делал многое для того, чтобы быть близким к видным деятелям, которых он фотографировал, не только во время фотосъёмки, но и по ту сторону официальных выходов, что в большинстве случаев ему удавалось; однако он никогда не был действительно нескромен, никогда не охотился за скандалами.

## Интересные факты
- Когда в 1928 году был подписан пакт Бриана — Келлога, Заломон вместе с несколькими другими фотографами вошел в комнату, где в этот момент шло подписание документа и сел на свободное место польского делегата. В некоторый момент времени дипломаты начали обсуждать, что фотожурналистика — это часть исторического документирования. Таким образом, выдался удобный момент для фотосъемки.
- Эрих Заломон — один из двух известных на данный момент людей, фотографировавших сессию Верховного суда США.
- Существует престижная в среде фотожурналистов «Премия доктора Эриха Заломона[англ.]», вручаемая c 1971 года «за исключительные иллюстрировано-журналистские работы» Германским Фотографическим Обществом[6]. Одним из лауреатов этой премии стал сын Эриха Заломона, Питер Хантер, в 1997 году.
- Известно, что незадолго до своего ареста Заломон спрятал у друга часть своих негативов. Другую часть он отдал на хранение библиотеке парламента Нидерландов. Ещё одна часть оставалась у старшего сына, который переживал войну в Англии. Позже Питер Хантер пытался свести разбросанный архив снова, но, к сожалению, многое пропало; то, что удалось найти, он передал в 1980 году в берлинскую галерею. В настоящее время там продолжают храниться более 10 000 фотографий Эриха Заломона, а также другие документы.